# Anastasija Romanovna Zachar'ina
Anastasija Romanovna Zachar'ina-Jur'eva (in russo Анастасия Романовна Захарьина-Юрьева?; 1530 – Kolomenskoe, 7 agosto 1560) è stata la prima moglie dello zar Ivan IV di Russia, nonché la prima zarina russa.

## Biografia

### Famiglia
Anastasija apparteneva alla famiglia Zachar'in-Jur'ev, che in seguito si sarebbe chiamata Romanov. Suo padre, il boiardo Roman Zachar'in-Jur'ev, fu Okol'ničij al tempo di Basilio III. Suo fratello era Nikita Romanovič Zachar'in-Jur'ev, padre di Fëdor Romanov, il primo a prendere il cognome Romanov, e nonno di Michele, che, grazie alla parentela con l'ultimo zar della dinastia Rurik, Fëdor I, poté ambire con successo al trono di Russia, diventando il primo zar della famiglia Romanov, dopo il Periodo dei torbidi.
La famiglia Zachar'in-Jur'ev era un ramo minore di una casa nobile, che era già stata a corte, quindi è possibile che Ivan abbia incontrato Anastasija, sebbene non ne esista alcuna testimonianza. Uno dei suoi zii era stato uno dei tutori di Ivan durante la reggenza di sua madre, la grande principessa Elena Glinskaja. Il padre di Anastasia discendeva dal boiardo Fëdor soprannominato "Koshka" ("Gatto"), il quarto figlio del boiardo Andrej Kobyla. Le origini di sua madre Uliana Ivanovna sono sconosciute. Anastasija aveva almeno 3 fratelli più grandi - i fratelli Daniel e Nikita e la sorella Anna. Entrambe le ragazze trascorrevano la maggior parte della loro infanzia e della prima giovinezza con la madre e ricevettero un'educazione tradizionale alle nobildonne del loro rango.

### Matrimonio
Anastasija fu scelta come moglie da Ivan dopo una selezione effettuata al Cremlino tra tutte le giovani nobili in età da marito, fatte giungere a Mosca per ordine del sovrano. Il matrimonio fu celebrato il 3 febbraio 1547 nella Cattedrale dell'Annunciazione. Diede alla luce sei figli
- Anna Ivanovna (10 agosto 1548-20 luglio 1550)
- Marija Ivanovna (nata e morta il 17 marzo 1551)
- Dmitrij Ivanovič (1552-26 giugno 1553)
- Ivan Ivanovič (28 marzo 1554-19 novembre 1581)
- Evdokija Ivanovna (26 febbraio 1556-giugno 1558)
- Fëdor Ivanovič (31 maggio 1557-6 gennaio 1598)

Gli storici ritengono che Anastasija ebbe una discreta influenza nel mitigare il carattere impulsivo e violento del marito. Nell'estate del 1560 si ammalò improvvisamente e morì. A causa di questo evento, Ivan soffrì di seri problemi nervosi, dovuti anche al sospetto che ella fosse stata avvelenata dai boiardi. Pur non raggiungendo alcuna prova di tale crimine, ordinò che un gran numero di questi ultimi fosse torturato e ucciso.
Successivi esami effettuati sui resti della defunta zarina da parte di archeologi ed esperti forensi sovietici hanno tuttavia confermato la presenza di residui velenosi all'interno delle sue ossa, dando credito ai sospetti del marito. Gli alti livelli di mercurio nei suoi capelli potrebbero essere sintomi di avvelenamento. Mentre il mercurio era usato anche come cura, portando ad alcuni dibattiti sulla questione, i livelli trovati di mercurio erano troppo alti secondo gli esperti e quindi la versione dell'avvelenamento rimane la più probabile.